# Indigenenbewegung in Ecuador
Als Indigenenbewegung in Ecuador (spanisch Movimiento Indígena) bezeichnet man die gemeinsame politische und gesellschaftliche Meinungs- und Forderungsartikulierung und Interessenverfolgung indigener Volksgruppen und Nationalitäten in Ecuador. Die indigene Bewegung Ecuadors gilt als die am besten organisierte indigene Bewegung Lateinamerikas.

## Entstehung und Entwicklung

### Landarbeiterbewegungen
Die indigene Bewegung in Ecuador hat ihren Ursprung in den 1920er Jahren. In dieser Zeit gab es erste, von weiß-mestizischen Intellektuellen initiierte Bestrebungen, die Lebensbedingungen (auch) indigener Hacienda-Arbeiter zu verbessern.
Die erste überregionale indigene Organisation Federación Ecuatoriana de Indios (FEI), die sich 1944 konstituierte, kämpfte in Verbindung mit der kommunistischen Partei bis in die 1970er Jahre für eine Landreform und die damit einhergehende Überführung von Ländereien an Kleinbauern und kooperativ bearbeitete Betriebe. Die Probleme der indigenen Bevölkerung wurden dabei jedoch auf das Kleinbauernproblem reduziert. Auf politischer Ebene waren die indigenen Volksgruppen nicht vertreten.

### Gründung von ECUARUNARI und Shuar-Zentren
In den 1960er Jahren kam es – häufig mit Unterstützung von Vertretern progressiver Kreise in der katholischen Kirche – zur Gründung von Organisationen auf lokaler Ebene, die vor allem als Interessensvertreter im Rahmen des Landreformprozesses auftraten. Die Landreform von 1964 führte jedoch weder die erhoffte Verbesserung der Lebensbedingungen der Hacienda-Arbeiter noch der indigenen Bevölkerung herbei. Die lokalen Organisationen verbanden sich mehr und mehr auf regionaler Ebene, so dass im Juni 1972 die Dachorganisation ECUARUNARI (Kichwa Ecuador Runakunapak rikcharimuy, dt. Das Erwachen des ecuadorianischen Indigenen) für die Angehörigen der Kichwa-Völker des Andenhochlandes entstand. In der Andenregion kam es – auch dem unter Druck der in der Ecuarunari zusammengeschlossenen Indigenaorganisationen – 1973 zu einer zweiten Landreform, die jedoch erneut die Zielsetzung nicht erfüllte.
Auch im Amazonasbecken hatten derweil die Shuar eine Vereinigung gebildet, die als „Bund der Shuar-Zentren“ 1964 die auf lokaler Ebene entstandenen Vereinigungen in Form einer Dachorganisation verband.
Parallel zu den Landreformen fand ein massiver Ausbau des ländlichen Schulwesens seitens des ecuadorianischen Staates und verschiedener indigener Gruppen statt. Der Staat verfolgte dabei das Ziel, die indigenen Bevölkerungsgruppen zu „integrieren“ bzw. zu entindigenisieren, die indigenen Gruppen sahen eine Chance, ihre Lebenssituation verbessern zu können. An der Spitze besonders der ECUARUNARI standen indigene Männer und Frauen, die einen relativ hohen Bildungsstand erreicht hatten und feststellen mussten, dass wirkliche Integration auf Grund rassischer Diskriminierung kaum möglich war. Ihr Ziel wurde es, ein Umdenken der Gesellschaft zu erreichen und die eigene indigene Identität zu bewahren.

### Bildung nationaler Dachorganisationen
Der Prozess der Organisationsbildung setzte sich fort, die Verflechtung auf regionaler und nationaler Ebene nahm zu. ECUARUNARI richtete mit den Dachorganisationen der Indigenen im Amazonasbecken (CONFENIAE) und in der Küstenregion (COICE) in Quito ein gemeinsames, nationales Koordinationsbüro ein, das den Namen Consejo Nacional de Nacionalidades Indígenas del Ecuador (CONACNIE, dt. Nationalrat der Indigenen Nationalitäten Ecuadors) erhielt. Dieser Nationalrat wurde 1986 durch die CONAIE (Confederación de Nacionalidades Indígenas del Ecuador) abgelöst. Sie ist die erste nationale Organisation Ecuadors, die eine eigene politische Alternative entwickelt hat und ohne direkten politischen oder kirchlichen Einfluss entstanden ist.
Bereits 1980 war auf Initiative evangelischer Kirchen die Federación Ecuatoriana de Indígenas Evangélicos (FEINE) gegründet worden. Aus den gewerkschaftlich-landarbeiterorientierten Organisationen war Mitte der 1960er Jahre die Federación Nacional de Organizaciones Campesinas (FENOC) entstanden, die 1987 ihren Namen um „- Indígenas“ zu FENOC-I erweiterte und sich seit 1999 Confederación Nacional de Organizaciones Campesinas Indígenas y Negras (FENOCIN) nennt. Auch die 1944 gegründete FEI existiert noch immer.

### Zunehmendes politisches Selbstbewusstsein
Eine der ersten großen Erfolge der Indigenabewegung auf politischer Ebene war 1989 die Verabschiedung eines Gesetzes zur interkulturellen zweisprachigen Erziehung an Landschulen, mit dessen Organisation und Durchführung die CONAIE beauftragt wurde (die ursprüngliche Forderung hatte sich auf alle Schulen bezogen).
Seit dem Aufstand 1990, mit dem die CONAIE verstärkt ins Licht der Öffentlichkeit rückte, wurden von der indigenen Bewegung immer wieder nationale Aufstände unterstützt und vorangetrieben, durch die bis heute viele Rechte und Zugeständnisse unter anderem in folgenden Bereichen durchgesetzt werden konnten: Legalisierung von Grundstücken und Ländereien, Bewahrung des Gemeindelandes (sofern vorhanden), in der Küstenregion: Anspruch auf gemeinschaftlich genutzte Territorien, politische Mitbestimmung, die Blockade der wirtschaftlichen Anpassungsmaßnahmen und der neoliberalen Reformgesetze und Korruptionsbekämpfung.
Um größeren direkten Einfluss auf die nationale Politik ausüben zu können, wurde aus dem Kreis der CONAIE 1995 mit Blick auf die Präsidentschafts- und Parlamentswahlen vom Mai 1996 das Movimiento de Unidad Plurinacional Pachakutik – Nuevo País (kurz: Pachakutik, offiziell: MUPP-NP) gegründet. Der Nationalkongress hatte zuvor ein Gesetz erlassen, das sozialen Bewegungen jenseits der Parteien die Teilnahme an Wahlen ermöglichte. Wichtig in diesem Zusammenhang war außerdem, dass seit 1979 auch Analphabeten wahlberechtigt sind.
Bei den Wahlen 1996 erhielt Pachakutik acht der 80 Sitze im ecuadorianischen Nationalkongress, von denen vier mit Indigenen besetzt wurden, darunter Luis Macas, der einer der zwölf auf nationaler Ebene gewählten Abgeordneten war, die vier statt zwei Jahre amtierten. Bei den Parlamentswahlen von 1998 errang man sieben von 121 Sitzen, 2002 elf von 100 und bei den bisher letzten Wahlen 2006 sechs der 100 Sitze.

### Die Verfassung von 1998
Von großer Bedeutung war die Verabschiedung einer neuen Verfassung 1998, in deren Artikel 1 Ecuador als „sozialer Rechtsstaat, souverän, einheitlich, unabhängig, demokratisch, plurikulturell und multiethnisch“ definiert wird und zahlreiche Rechte für die indigenen Volksgruppen und die ethnische Minderheit der Afroecuadorianer festgehalten werden.
Ebenfalls 1998 ratifizierte Ecuador das „Übereinkommen über eingeborene und in Stämmen lebende Völker in unabhängigen Ländern“ (ILO 169 von 1989). In diesem Zusammenhang wurde eine staatliche Behörde, der „Rat für die Entwicklung der Nationalitäten und Völker Ecuadors“ (span. Consejo de Desarrollo de las Nacionalidades y Pueblos del Ecuador, CODENPE) eingerichtet, die sich speziell für die Belange der indigenen Völker in der politischen Praxis und der Verwaltung einsetzt.

### Politische Krise 1997–2006
Zwischen 1997 und 2006 erlebte Ecuador den Sturz dreier demokratisch gewählter Regierungen. Die sich darin zeigende politische Krise ging an der indigenen Bewegung nicht spurlos vorüber und diese war an ihr nicht unbeteiligt. Indigene Organisationen beteiligten sich inner- sowie außerparlamentarisch am Geschehen. 2000 unterstützte die CONAIE die Straßenproteste gegen die Regierung Jamil Mahuads, die schließlich in einem Militärputsch mündeten, an dessen Ende der Vizepräsident Gustavo Noboa die Nachfolge Mahuads antrat, während die Putschisten (unter ihnen federführend der spätere Präsident Lucio Gutiérrez) inhaftiert, aber bald begnadigt wurden. Noboa ernannte den in der Indigenabewegung aktiven Luis Maldonado zum Minister für Soziale Wohlfahrt. Er war damit der erste Angehörige einer indigenen Volksgruppe, der ein nicht ausschließlich für Angelegenheiten der indigenen Bevölkerung zuständiges Ministerium leitete. Innerhalb der Bewegung wurde Maldonados Regierungsbeteiligung heftig diskutiert, unter anderem deshalb, weil er vor Annahme der Berufung die CONAIE-Gremien nicht konsultiert hatte.
Pachakutik verhalf dem ehemaligen Putschisten Gutiérrez 2002 in einem Bündnis mit dessen Partei zum Sieg bei den Präsidentschaftswahlen. Pachakutik stellte in der Regierung Gutiérrez die Außenministerin (Nina Pacari) und den Landwirtschaftsminister (Luis Macas). Als sich jedoch zeigte, dass der Präsident einen wirtschaftspolitischen Kurs einschlug, der dem Grundsatzprogramm der Partei und den vor der Regierungsbildung getroffenen Absprachen widersprach, verließ der Pachakutik die Regierung. Besonders von Seiten der Basis bildete sich manifester Widerstand gegen den Präsidenten. Forderungen wurden laut, sich aus der Politik zurückzuziehen und die Auseinandersetzung auf die Straße zu verlagern. Im Dezember 2003 forderten die CONAIE und andere Verbände der Indigenen den Rücktritt des Präsidenten. Kurz darauf wurde der ECUARUNARI-Vorsitzende Humberto Cholango wegen präsidentenkritischer Äußerungen einige Stunden in Polizeigewahrsam genommen. Am 1. April 2004 wurden der CONAIE-Vorsitzende Leonidas Iza und seine Familie Opfer eines Anschlages mit Feuerwaffen, bei dem Izas Bruder, seine Ehefrau und sein Sohn verletzt wurden. CONAIE-Vertreter brachten die Attentäter in Zusammenhang mit der Regierung, was jedoch nie bewiesen wurde. Die Opposition der Indigena-Bewegung verstärkte sich, was zum letztlichen Sturz von Gutiérrez beitrug. Die Abgeordneten des Pachakutik stimmten bei einer Sondersitzung für die Absetzung des Präsidenten. Zu den Präsidentschaftswahlen 2006 nominierte der Pachakutik mit Luis Macas erstmals einen eigenen, indigenen Präsidentschaftskandidaten.
Heute gibt es immer wieder Demonstrationen mit Beteiligung der indigenen Bewegung insbesondere bezüglich der geplanten Freihandelszone FTAA/ALCA bzw. von Freihandelsabkommen (span. Tratado de Libre Comercio, TLC) Ecuadors mit den USA.

## Organisationen
Die indigene Bevölkerung Ecuadors lebt seit vielen Jahrhunderten vor allem in ländlichen Dorfgemeinschaften, die im Rahmen des kolonialen Wirtschaftssystems erhalten blieben und auch durch die Gründung der Republik Ecuador kaum verändert wurden. Diese Gemeinschaften wurden nach einem Gesetz über gemeinschaftliche Organisation und Betriebsweise von 1937 vielfach als „comunas“ anerkannt. Diese Gemeinschaften bilden noch heute das Rückgrat der Indigenaorganisationen auf allen Ebenen. Es gibt heute schätzungsweise 2.500 indigene Organisationen in Ecuador, die seit den 1980er Jahren zunehmend auf Kantons-, Provinz- und nationaler Ebene vernetzt sind.
Etwa 75 % aller Organisationen sind in der CONAIE organisiert, während die übrigen der evangelischen FEINE oder gewerkschaftlichen Organisationen wie der FENOCIN, der FEI und der FENACLE (Federación Nacional de Campesinos Libres del Ecuador, dt. Nationaler Bund der freien Bauern Ecuadors) angehören.
Die CONAIE als größte und bedeutendste der genannten Dachverbände zählt in ihren Mitgliedsorganisationen mehr als drei Millionen Mitglieder. Unter ihrem Dach befinden sich drei Regionaldachverbände, die entsprechend den drei Großregionen des Landes organisiert sind: im Hochland ECUARUNARI, an der Küste die COICE (Coordinadora de Organizaciones de la Costa Ecuatoriana) und im Amazonasbecken die CONFENIAE (Confederación de Nacionalidades Indígenas de la Amazonia Ecuatoriana). Da die Andenregion den größten Teil der indigenen Bevölkerung stellt, ist ECUARUNARI unter den Einheiten in der CONAIE die größte.
Die CONAIE bietet unter anderem Rechtsberatung und steht im Dialog mit der Regierung sowie privaten und öffentlichen Institutionen. Sie formuliert politische und wirtschaftspolitische Ziele, plant Entwicklungsprogramme und bietet auch kleinere Aus- und Weiterbildungen in administrativen Aufgaben an. Außerdem betreibt sie gemeinsam mit dem Bildungsministerium ein Programm zur bilingualen, interkulturellen Erziehung. Insbesondere die CONAIE mit ihrem hohen Mobilisierungspotential verwendet als Mittel zur Durchsetzung ihrer Ziele immer wieder auch Demonstrationen, um eine breite Öffentlichkeit zu erreichen.
Enge Verbindungen bestehen zwischen der CONAIE und der an Wahlen teilnehmenden Partei Movimiento de Unidad Pluricultural Pachakutik – Nuevo País, die 1995 aus der CONAIE hervorgegangenen ist und heute indigene und soziale Interessen im Parlament vertritt. Obwohl ihre Führungspersönlichkeiten von Pachakutik bis heute die Benennung als „Partei“ ablehnen, um sich gegenüber dem traditionellen Parteiensystem abzugrenzen, bildet Pachakutik mittlerweile einen Teil der Legislative und findet auch innerhalb der nicht-indigenen Bevölkerung Zuspruch. Neben dem Pachakutik existiert auch ein politischer Arm der FEINE, Amauta Jatari. Dieser stellte 2002 mit dem ehemaligen CONAIE-Präsidenten Antonio Vargas erstmals einen indigenen Präsidentschaftskandidaten auf, der aber ohne breiten Rückhalt in der indigenen Bewegung weniger als 1 % der Stimmen erhielt.

## Ziele
Die indigenen Organisationen verfolgen sowohl regional als auch landesweit vielfältige Ziele, meist auf politischer und gesellschaftlicher Ebene. Zu den wichtigsten gemeinsamen Zielen gehören die Schaffung eines plurinationalen Staates und einer interkulturellen Gesellschaft (unter anderem durch die Verankerung mehrsprachig-interkultureller Erziehung in Schulen), die offizielle Anerkennung von Landrechten und indigenen Sprachen und Kulturen, der Schutz der natürlichen Ressourcen, verbesserte politische Partizipation, mehr Autonomie und Selbstbestimmung sowie die verfassungsmäßig zugesicherte Anerkennung der indigenen Rechtssysteme auch in der Praxis.
Daneben wandelte sich die CONAIE von einem Vertreter überwiegend ethnischer Interessen zu einem Repräsentanten der gesamten armen Bevölkerung. Als allgemeine Ziele im Sinne der Repräsentanz aller sozial benachteiligten Bevölkerungsgruppen wird eine Kurskorrektur der als „neoliberal“ abgelehnten Sozial- und Wirtschaftspolitik in Form von Privatisierungen und dem Abbau staatlicher Leistungen gefordert, wie sie der derzeitigen und vorherigen Regierungen attestiert werden. Identitätsstiftend wirkt auch der gemeinsame Kampf gegen Eingriffe externer Akteure (IWF, USA) in die ecuadorianische Politik und gegen die US-Politik gegenüber dem Andenraum (siehe unter anderem War on Drugs bzw. Plan Colombia).